# Пипери
Пипери су једно од српских племена која припадају групи брђанских племена у данашњој Црној Гори. Пипери као племе и историјски регион, обухватају област коју чини троугао између река Зете и Мораче, северно од данашње Подгорице. Тачан почетак настанка Пипера остаје и данас непознат. Први пут се спомињу у Млетачким списима средином 15. века, а као брдско племе у правом смислу те речи, попут Куча и Бјелопавлића, формирани око 16. века. Историја и прошлост племена је веома бурна, праћена многобројним биткама са Османлијама, те се за њих са правом сматра да су једно од најратоборнијих српских племена. Ту традицију су наставили и за време Другог светског рата, када велики број Пипера је учествовао у борбама против Сила Осовина, а треба посебно истаћи Тринаестојулски устанак у коме је доста команданата било управо из Пипера.

## Етимологија
Реч "Пипер" потиче од латинске речи "piper" што значи "бибер". Коришћење те речи се проширило из централне Италије у друге крајеве. Разлог томе јесте трговина Римљана са другим крајевима, па се јавља и у језику којим су говорили Романи, односно стари Власи у Далмацији у периоду Римског царства, а и у другим језицима попут грчког. Од исте основе, реч се нашла и у модерним данашњим језицима, попут немачког и албанског језика. Осим тога, реч се налази и у старословенском језику у форми "пипру". Одатле, она је у форми "пипру"-"пипер" била веома рано заступљена код Јужних Словена на Балкану.
Постоји већи број топонима на Балкану, који имају у основи реч пипер. У Бугарској се код Дупнице и Бистрице налази место Пиперево, јужније од Софије, док је код Перника место Пиперка. У Бугарској се налази и место Пиперково је између Плевена и Руса. У Северној Македонији постоје места Пиперево, између Штипа, Струмице и Кавадарца, као и истоимено место североисточно од Струмице, те и место Пиперка на тромеђи Северне Македоније, Бугарске и Грчке. Није јасно да ли су у вези, или ако јесу, каквој, ови топоними са племеном Пипера, али постоје предања из племена Пипера или сродних братстава која говоре о доласку из старе Србије.
Код Срба се током прошлости то име појављивало, па су у повељама црногорског владара Ивана Црнојевића Цетињском манастиру из 1485. и 1489. године споменути Михаило Пипер и Вук Пиперовић, а за њих није сигурно да ли су у вези са братством Пипера из Брда око којег је настало племе Пипера. Такође, у области где је Доброско село у северном делу Горњег Цеклина, постојала је област Пиперовина и у Доброској жупи село Пипери, одакле су претходно споменуте личности. Историчар Ристо Ковијанић наводи у которским документима и Николу Остојину Пипера из 1445. године који је споменут да је из Зете, а вероватно се ради управо о претходном селу. Он такође наводи да се у которским документима из 1398. године се може наћи и помен Радослава Михаилова Пипера, а у дубровачким изворима из 1285. године и Владо Пипер, али да је непознато јесу ли они у сродству са претходним особама, мада оставља то за могућност због блискости локација појављивања. Оно што се зна, јесте да се ради о личностима Пиперима сродним онима или из самог Горњег Цеклина. Осим тога, у српским народним песмама се среће име Пиперевка, у Херцеговини се може срести презиме Пиперац, а у Босни и место Пипери (Лопаре).
На основу свега наведеног, могу се поставити два разматрања како је племе добило име Пипери, а и како се лично име Пипер појавило у тим крајевима. Прво разматрање јесте да је име племена добијено од старих Влаха који су тамо живели пре доласка Словена у те крајеве. Овакву позицију заступају историчари попут Бранислава Ђурђева, који свој став базирају на чињеници да је реч пипер пореклом латинска реч, те да је могла бити добијена од старих Влаха. Та теорија је према етнологу Јовану Ердељановићу мање вероватна зато што у нису забележени никакви топоними, нити лична имена везана за реч пипер, код староседелаца. Додатно, у албанском језику који је доста речи преузео од старих Влаха и латинског, а и код Албанаца уопште нема никаквог географског топонима, нити имена од те основе или у тој форми у средњем веку. По другом разматрању које заступају историчари и етнолози попут Ердељановића, лично име Пипер је већ постојало код Јужних Словена, наслеђено из старословенског, те је као име дошло у област племена Пипера доласком Словена, што је због горе наведених ствари према Ердељановићу чини највероватнијом. Име племена или места је вероватно добијено из тог личног имена.

## Територија
Пипери као једно од брђанских племена и као историјски регион, обухватају област коју чини троугао између река Зете и Мораче, северно од данашње Подгорице. Територија највише иде уз Морачу, те се са источне стране Мораче граничи са суседним племенима Братоножићима и Кучима, на северу са племеном Ровци, на западу са Бјелопавлићима, а на југу ка Спужу и Подгорици. Од области и већих насеља могу се истаћи Сеоца, Завала, Стијена, Радовче, Потпеће, Свиба, Радећа, Рогами, Црнци, Баћи, Ријека, Ожеге, Близна, Мрке и друга. То су углавном била стална или полустална насеља, која су последица слободнијег начина живота и зато су доста разбијеног типа. Код Пипера, појам "кућа" је означавао не само један дом или како се често назива и "дим" (огњиште), већ некад и више домова груписаних у једном мањем месту.
Међу природним целинама се истиче област названа Пиперска гора која се може поделити на јужни део између села Радовча и села Расловића и северни део који иде у планине. Њен спомен се налази и у народним песмама записаним у Његошевом делу Огледало српско. Пиперска гора је кречњачки красни предео са разноврсним појавама краста и пространим стеновитим површинама. Јужнији део ка Зети има више зеленила са шумарцима и виноградима.

## Уређење и организација
Као и код осталих племена, код Пипера мање самоуправне јединице јесу катуни и села. Ипак, у периоду 15. века, постојала је на територији Пипера и Лушка жупа, коју су формирали Лужани, старо српско становништво словенског порекла у том делу и који припадају старијем слоју Пипера. Она је споменута и у делу Летопис Попа Дукљанина као једна од девет жупа на територији Зете. Што се тиче катуна, они су настали под утицајем географије и номадског начина живота, а наслеђени од староседелаца Влаха. Може се рећи да су се они у 15. веку потпуно утопили у сеоску организацију, те 1485. године област Пипера уопште не разликује много од кнежине у данашњој Србији која је у то време такође почела да се развија. Родовска структура у то време није била развијена, и тек нешто касније се почиње да се јавља и започиње процес сложен процес саплемењавања и формирања правих племена у каснијем смислу те речи.

### Порекло племенске организације
Постоје различити видови на то зашто су се  формирала српска племена као таква, односно да ли је то преузето из самих Словена који су дошли у те просторе, или је племенска организација из 16. века више последица преузимања формације од несловенског становништва.
Из раније српске историографије, етнолози попут Јована Ердељановића су сматрали да је на формирање такве племенске организације највише утицало становништво словенског порекла који су као племена дошли на Балкан. Племена су била формирана, како због тога, тако и због природних одлика терена због којег је било повољније сточарство и формирање мањих организација. Та организација се током времена изгубила захваљујући формираним средњовековним српским државама, да би се касније приликом пада тих држава та организација поново вратила, али у измењеној форми у виду данашњих племена. Слично виђење има и познати српски научник и утемељивач српске географије Јован Цвијић. Ипак, он указује на то да племена која су споменута у млетачким документима са почетак 15. века, међу којима и Пипери, нису иста као племена након турских освајања, већ да је ипак дошло до одређених промена захваљујући српским досељеницима из различитих крајева, као и другачијих услова. Та стара племена су се претворила у језгра за новија, чиме су се на њих додала и многобројна братства досељеника. Некад је то новије становништво, било околно или досељено другде, постало већина, па су се нека мања племена попут Крича утопила у већа, попут Дробњака. Са друге стране, некада су та старија племена имала снажније језгро које је успело да се одржи, те је име племена остало сачувано и после, као што је био случај код Пипера. Иако првобитне племенске организације у виду оне код старих племена попут Лужана, готово да нема у периоду 15. века ван територија Црне Горе и Херцеговине, ипак постоје изузеци попут Брсјака и других словенских племена спомињаним на простору данашње Северне Македоније. На овај начин, Ердељановић закључује да су већи утицај ипак имали Словени и да је племенска организација настала крајем 16. века њихова.
Са друге стране, историчари попут Бранислава Ђурђева сматрају да је племенска организација из 16. века па надаље, више последица утицаја старих Влаха и катуна по којима су били познати. Словенима, који су због терена били принуђени да се баве сточарством, је лакше било да приме већ постојећи вид организације који су имали стари Власи. Осим тога, споменута племена из млетачких докумената 15. века нису права племена у смислу организације, већ она то постају касније. За ово су везана и питања за етнички идентитет, на који су племена као организације имала доста утицаја. Кључно за то јесте када су стари Власи престали да буду етничка категорија и утопили се у српски корпус, односно да ли је до тога дошло још за време Немањићке државе или раније, или је до тога дошло управо у време османских освајања и формирања племенске организације каква су имала српска брдска племена из тог периода па надаље. О овоме ће бити више речи даље у чланку.

### Племенска организација код Пипера
За почетак формирања племена Пипера од великог значаја су пописи из 15. века, а међу њима и споменути турски дефтери из 1485. и 1497. године. Праћењем тих пописа, види се да одлике жупске организације почињу да се губе крајем 15. века и да благо теже ка катунској, за време османских освајања. Ово се дешавало и поред тога што се организација нахије Пипера под Османлијама у почетку окретала ка сеоској. Може се рећи да се катунска организација у том периоду, донекле, утопила у сеоску. Пре 1455. године, и стари Пипери Лужани и стари Пипери влашког порекла имају веома мале разлике, како у територијалној организацији, тако и у социолошким категорији, јер су обе групе потпале под лушком организацијом. По пописима из тог периода, види се да су Лужани били доминантни у селима Копиљ, Црнци и Сеоца. Лушка жупа која је била доминантна до 1455. године, већ 1460. године прима одлике катуна, а ипак 1485. године постоје још увек јасно истакнута села и недовољно развијена родовска организација. Ово је од посебног значаја, јер је, по социолошкој категорији, односно доминантном занату сточарству, ова област сматра влашком нахијом. Из дефтера из 1485. године, спомињу се домаће спахије, хришћани, које су Османлије оставили да убирају порез у својим селима. Те спахије су Божидар Вукотин, Радул Вукашинов и Вук Ђурђев. У дефтеру из 1497. године, ствари се мењају. Прво што се истиче јесте доста већи број становника, што говори да се радило о придошлом становништву, односно новијем слоју Пипера у народу познат као Лутовци, који је дошао из Братоножића. Из њихових личних имена која су доминантно српска или православна у српској верзији, као и српског језика, може се закључити да се ради о носиоцима српског идентитета. Поједина села која су била пуста, попут Лушке жупе која је као таква, уписана 1485. године као празна, сада су поново постала пуна. Територијална организација се изменила, па су поједина места и области које су 1485. године пописане одвојено, сада су припојене Пиперима. Тако се катун Бушати (не треба мешати са истоименим код Скадра) из долине Зете, код Подгорице, нашао на рубном подручју у оквиру области Пипера. Села и катуни који се у том дефтеру спомињу, су Лушка жупа, Дрезга, Добрико, Мрке, Златичиште, Бјелице, Дуга, Брестица, Ријечица, Страхалићи, Морачица, Букумири, Бушати, Радушев до и Дреновица. Из ова два дефтера се види да су крајем 15. века биле сједињене територије Братоножића и Пипера. На то указује и спомињање у њима пиперског војводе Милице Ђуркова, који је био из Лутова.
Како се из дефтера из 1485. године организација огледа у слабљењу жупе, 1497. године у добијању катуна, тако се 1570. године бележи формирана племенска управа какву знамо. У дефтеру за Скадарски санџак из 1570. године се види да су Пипери попримили родовски облик организације. У њему стоји да је раја масовно одбила да се попише, а да су кнезови пристали да плаћају одсјечком. Споменута су села Гојсалићи, Ђурковица, Мрке, Црнци, Петровићи, Николићи, Павличићи, Гостићи и друга.
Управа од 16. века па надаље, је била слична је оној код Куча. Поред војводе, племеном су управљали главари из снажнијих братстава, а некада су имали и кнежеве до 19. века. Титула кнеза је више била у форми титуле, него стварне власти. Највећу власт у племену је имала скупштина или збор, који се састајао на Бјелоглаву код села Радећа, код више пута обнављане цркве Св. Николе. Збор се сазивао тако што би главари у сваком селу из мале пушке пуцали у вис и узвикнули "Ко је Пипер, на Бјелоглав!". Тамо су се решавала питања о ратовању, мирењу завађених припадника племена, решавању проблема везаних за крађе и остало. Такође, већа братства су имала своја зборна места или сједнике на којима су се састајали ради решавања питања везаних за њихово братство, а некад и зарад свечаности и забаве.

## Историја
Пипери као племе имају дугу историју. Праћењем њихове историје се може видети како су се иначе српска племена формирала, односно како се долазило до племенске организације. Оно по чему Пипери донекле одступају од појединих других племена јесте терен на коме је била формирана Лушка жупа, то јест, жупска формација је била доста снажно присутна. Она је обухватала већински становништво словенског порекла, али је утопила донекле у ратаре и становништво несловенског порекла. Османским освајањима простора те и доласком новијег слоја становништва, нестаје лушка жупа и почиње прелаз ка катунима, а након тога ка племенској организацији. По пописима се још и у то време види да доминирају српска и хришћанска имена, док других има у траговима, да је говорни језик био српски, а једина вера забележена још и у 15. веку је била српска православна, како код старијег, тако и код придошлог слоја становништва код кога је то било и израженије. Као племе, Пипери су се показали као веома ратоборни што се види по њиховом учешћу у многим биткама. Узрок овога су били веома тешки услови живота, жеља за слободом и нетрпељивост према османској управи ових крајева. Касније, преласком у новије државе, Црну Гору, а касније Југославију, племенска организација губи на значају и полако нестаје.

### Предплеменски период и прелазак на племенску организацију
Што се тиче периода пре и у време доласка Словена на Балкан, а тиме и Срба, око 6. и 7. века, оно што је сигурно јесте то да су на овим просторима живели староседеоци који су били илирско-романско становништво, називано Власима. О томе сведоче многи топоними, који су пред-словенског порекла, а преузети су од језика који се у тим крајевима говорио, а то укључује и латински и задржали се и до данас: Матаруге, Рогаме, Баћи, Мажђап, Дука, Бањаестра (познато код Пипера и као Бољесестра) и други. Ко су били ти староседеоци сведоче и топоними попут Влашке Драче код Стијене, а и на основу извора и података о тим крајевима лако се закључује да се ради о народу које су Словени назвали Власима. Влашке термине и топониме су преузели Срби из крајева Дукље, а самим тиме и у Пиперима, али и Албанци ка Скадру који је у близини и северној Албанији уопште. Тако се мали број топонима са ових простора, попут назива села Рогами, у мало измењеној форми могу наћи у мањем броју и у околним деловима, као и данашњој северној Албанији. Оно што треба имати у виду јесте то да се у близини Пипера налазио стари град Дукља, односно Диоклеја, што објашњава порекло тих топонима. Ипак, терен и мали број тих топонима указује на то да Влаха уопште није било много у тим крајевима, те да су они за време доласка Словена били слабо насељени. Што се тиче старих Срба који су долазили у те крајеве за време насељавања Срба на Балкан, јасно је да нису дошли у једном великом таласу, већ су насељавали те крајеве постепено. О њиховом присуству сведочи велики број словенских топонима, везаних за насеља за која се зна да су доста стара и првобитно припадала старијем слоју Пипера, а међу којима су Потпећ, Завала, Свиба, Радећа, Близна и друга. Такође, о њима сведочи и споменута формирана Лушка жупа.

#### Слојеви словенског и несловенског порекла
Власи су се током времена у територијама српских држава постепено утапали у српску културу и асимиловали се са већинским становништвом словенског порекла. Након тога, Власи нестају као страни етнички идентитет. Ова појава је била присутна и код других балканских народа, попут Бугара. Када је дошло до нестанка влашког идентитета као страног етничког елемента, зависи од области и територије, као и других фактора, али о томе постоје различита мишљења.
Док је углавном заступљено мишљење у српској историографији, као код Јована Ердељановића, Јована Цвијића, Бранислава Ђурђева и других, да је до тога дошло веома рано у време управе Немањића или чак и пре, постоје и мишљења попут Симе Ћирковића да се то десило тек у време или након османских освајања простора Балкана. По првом виђењу доста заступљеном у српској и делу западне историографије, термин Влах се постепено у многим областима пренео са етничког, на социолошку категорију у виду сточара још у време владавине Немањића. То се десило због потпуног утапања старих Влаха у српску културу, односно прихватањем језика и имена, као и обичаја, а и српске православне вере, по чему су изгубили главне карактеристике страног етничког елемента по чему би се разликовали од околине. По Ћирковићевом виђењу, а и у једном делу западне историографије, Влах је остао као етничка одредница и поред утапања у српску културу за време Немањића, још увек је био страни етнички елемент због другог сталешког положаја (сточари). Тиме је био издвојен од Срба који су углавном били ратари. Овиме Власи, иако остају издвојени, ипак због исте културе нису више етничка група у правом смислу. Тако је било све док османска освајања нису задесила просторе и урушила тадашњи феудални систем и увела свој који се више фокусирао на веру, чиме је дошло до стапања православних Влаха у Србе. То је довело до већих промена укључујући и формирања племенске организације из 15. и 16. века чиме су се Власи брзо изгубили као страни етнички елемент и измешали са словенским становништвом, прихватајући српски. Ово је текло различитим током у зависности од простора на коме се дешавало и утицаја разноврсних елемената попут цркве која је тада била носилац културе, сегрегације словенског и несловенског становништва и слично. То није било ограничено само на Србе, већ и друге словенске балканске народе. Ипак,ово постаје донекле проблематично када се из ове перспективе посматрају мали простори попут Брда и Зете на територији данашње Црне Горе. Ту је такво издвајање било теже, и те се асимилација вероватно десила раније још у крајем периода управе Немањића. Такође, огроман број топонима у Пиперима је доминантно словенског порекла, што сведочи о томе да је српски идентитет био укорењен у тим просторима пре Османских освајања. Осим тога, у време Немањића се развија српски феудални састав у коме је Власима препуштено сточарство, као и други послови те је свако ко би се бавио тиме био влах по сталежу. Такође, када су првобитно били издвојена етничка група у раном средњем веку, не треба заборавити и чињеницу да је до тог стапања могло доћи само ако је у тим просторима било већинских Словена у које се несловенско становништво могло утопити, као и да је то текло различитим периодима на различитим просторима. У сваком случају, било да се то десило у време српских средњовековних држава или у време османских освајања тих простора у 15. веку па надаље, Власи су се као страни етнички елемент утопили у суседно словенско становништво чиме престају бити други етнички елемент. Од тада, термин "Влах" се на српским просторима користи као синоним за Србе.
Словенско становништво ових крајева чинили су Лужани. Они су представљали бројно старије српско становништво које се касније постепеним слабљењем српске управе и нестанком жупске формације утопило у околно становништво и формирало племена попут Пипера и Бјелопавлића.
Код Пипера, асимиловањем старих Влаха од стране старих Срба настаје старији слој Пипера. Та асимилација се десила рано захваљујући већ формираном српском идентитету, јаком српском културном утицају и позицији усред Зете, као и присутности бројнијег становништва словенског порекла, као и формиране лушке жупе, а о њој сведоче пописи из 15. века и раније, и топоними где се види да су становници великом већином носиоци српског, односно словенског идентитета.

#### Рани помени Пипера
Пипери се први пут спомињу у Млетачким документима почетком 15. века. Тада још нису формирали племенску организацију какву познајемо из каснијег периода. Према Константину Јиречеку, Пипери се спомињу први пут 1416. године у Скадарском земљишнику. Историчар Бранислав Ђурђев је указао да је то непосредан спомен, те да се ради о досељенику из Пипера у скадарској области. Један од спомена јесте из 1455. године у српском православном манастиру Врањина, између Млечана са Стефаном Црнојевићем и народом горње Зете који је прихватио његову управу. Ту се осим Куча спомињу и Пипери под тим именом, а један од захтева упућеним Млечанима и Стефану Црнојевићу је био да им свештенство не може бити католичко, него да им се остави православно. На основу тога, закључује се да су Пипери још у то време били православци.
Први спомен Пипера код Дубровчана јесте онај из 1444. године у коме су споменули напад Пипера, Бјелопавлића и Васојевића, под вођством два Бјелопавлића Радосава Димитровића и Радоње Ружића, убили и опљачкали једног Дубровачког трговца.
Нажалост, због недостатака историјских списа из ранијих периода, остаје непознато када су се Пипери као племе тачно формирали. Ипак, оно што јесте познато је да се одлике племенске организације стичу крајем 15. века и негде у току 16. века Пипери постају потпуно формирано племе.
Крајем 15. века, територије Пипера заузимају Османлије. Према Ђурђеву, Пипери још увек нису попримили пуну племенску организацију какву познајемо у 16. веку. Тада је на месту Пипера и Братоножића формирана Пиперска нахија. Становништво се делило по томе ко им је казнец, словенска титула коју носи особа задужена за прикупљање пореза и дажбина, што се може видети из пописа 1497. године. Према Ердељановићу, Пипери још увек нису били обједињена територија, али са тиме се не слаже Ђурђев који указује да су 1485. године Пипери према историјским изворима из тог периода, попут турских дефтера, већ били сједињена територија која је обухватала и територију Братоножића.
Крајем 15. и почетком 16. века почиње насељавање српских досељеника у Пипере из других крајева, чиме се стари Пипери као братство, односно  старији слој са братствима попут старих Пипера, Мугоша, Лужана и других, утапају у новији или делом истискују. Тако се формира многобројнији новији слој Пипера који надјачава старији. Ти досељеници углавном имају по народном предању заједничко порекло, о чему ће бити речи у делу код родова.
У турским дефтерима од 15. века па надаље, се види да је говорни језик у тој области српски, а да доминирају поред хришћанских, и српска имена и веома мало оних несловенског порекла, а вера српска православна. Из њих се види и да је досељено становништво имало доминантно имена словенског порекла или православна у словенској верзији. У споменутом турском дефтеру из 1497. године се спомињу следеће личности као казнеци или спахије у својим селима: Божидар, син Вукотин; Божидар, син Дабижинов; Ђуро, син Лекин; Петар, син Ников; Радич, син Гомњенов; Нико, син Радешинов; Пешко, син Радешинов; Радич, син Рашков; Радул, син Вукашинов; Дабко, син Вукашинов; Вук, син Ђурђев; Ђуро, син Лијев (Илијев); Радич, син Лазаров; Никац, син Пајшин; Вук, син Никин.

### Племенски период до Првог светског рата
Већ током 16. века започињу местимични сукоби између Пипера и Османлија, а један је опеван и у песми Пиперски бој са Тахир-Пашом. Разлог тих борби је био одбијање плаћања харача од стране Пипера.
У периоду 16. века, Пипери у потпуности добијају одлике племенског уређења. Као што је већ речено, у великом делу српске и једном делу западне историографије установљено је да је, већ тада становништво несловенског порекла добило српски идентитет. Ово је јасно на основу доминантних српских личних имена и језику из споменутих османских дефтера крајем 15. века. По виђењу Ћирковића, захваљујући бољим условима за сточарство и већ формираним катунима, као и османској управи, до потпуног мешања становништва словенског и несловенског порекла долази тек у време самог формирања племена. Треба навести и да се у дефтеру Скадарског санџака из 1570. године је забележено да је раја у Пиперима масовно одбила да се попише.
Спаљивање моштију Светог Саве на Врачару 1595. године, испровоцирало је православне Србе широм Османског царства. Појачана је активност ускока из Аустрије, а у периоду 1596. и 1597. године, на подручју данашње Црне Горе и Херцеговине избија устанак Срба под вођством војводе Грдана из данашњег Никшића. Побуна је избила у Бјелопавлићима и проширила се на стару Херцеговину, где су јој се придружила многа племена попут Дробњака, Пивљана и других. Због овога и због погрешно пренесене вести да је османски султан Мехмед III погинуо у битки код Егера 1596. године, према Млечанину Лазару Соранцу (Lazzaro Soranzo), у побуну улазе и Пипери, Кучи, те и католички Клименти. Два српска калуђера упућена у Рим 1597. год. излагала су на папској курији српску прошлост, те су предлагали папи да пошаље војску са којом би кренули у ослобађање Срба на простору данашње Црне Горе, као и да постави Србима једног човека, хришћанина, који би управљао њима. Како устанак није био добро организован, те је више представљао низ местимичних побуна и сукоба, као и због недостатка помоћи из хришћанских земаља, Османлије су га веома лако угушиле. Ипак, после овога побуне Срба не престају. Године 1609, против Османлија избијају побуне у северној Албанији, чиме се придружују и суседна српска племена Пипери, Кучи и Бјелопавлићи, али и он, и поред одређених неуспеха Османлија, бива брзо угушен. Због поновних побуна Пипера, Бјелопавлића и других Брђана, Османлије сакупљају велику војску од 40,000 људи и нападају споменута племена, приликом чега су она тешко страдала. Ипак, ни овај напад није успео да у потпуности умири Пипере и друге Брђане, те су они спорадично дизали побуне све до периода пред Кандијски рат половином 17. века.
Говорећи о Србима, као народу који живи од Арбаније до Дунава, споменути Лазар Соранцо 1599. године наводи за племена у Зети да су српска, а међу њима набраја Пипере, Куче, Бјелопавлиће и племена на подручју Плава, али и католичке Клименте. Више детаља о самим племенима даје Которанин Маријан Болица (Mariano Bolizza), који 1614. године у свом документу Извештај и опис Скадарског санџака наводи Пипере као српско православно племе, чији вођа је Радослав Божидаров.
У току периода под османском окупацијом, осим сукоба са Османлијама, умели су да се дешавају и мањи окршаји између и унутар самих српских племена.
Године 1658, под утицајем Млетачке републике, Пипери, Кучи, Васојевићи, Братоножићи, Клименти, Хоти и Груда формирају такозвани Алај Барјак, односно савез тих седморо племена са Млетачком републиком против Османског царства. Нешто касније, побуне против Османлија избијају у Пиперима, Ровцима, Бјелопавлићима, Братоножићима, Кучима и Васојевићима. Млечани пружају подршку Црногорцима и Брђанима и касније, све док их Османлије нису поразиле и избациле из Старе Црне Горе. У то време, скадарски паша Сулејман средином јула 1691. године, скупа знатну војску и напада Пипере и Бјелопавлиће, али се напад завршава поразом пашине војске.
Током 18. и 19. века, Пипери као једно од најратоборнијих брдских племена, воде многобројне битке против Османлија. У историји је познато више битака у којима су учествовали Пипери против турских везира међу којима су битке:
- против Осман-паше 1732,
- против Махмут-паше 1788,
- против Махмут-паше, битка на Мартинићима 1796,
- против Тахир-паше, око 1810.

Због тога су опевани у бројним народним епским песама, међу којима су неке и у Његошевом делу Огледало српско.
У писму послатом Русима из 1789. године које су саставили представници брдских племена, међу којима су били и Пипери, записано је да су сви они Брђани и српски кланови, односно племена, са православном вероисповести. Ово је био у складу са тадашњим виђењем, по чему су се Брђани раздвајали од Црногораца са подручја старе Црне Горе.
Након битке на Мартинићима из 1796. године, Пипери и Бјелопавлићи улазе у састав Црне Горе. Касније, 1847. године долазе у жесток сукоб са Данилом због његовог сламања племенске аутономије, те су у јулу 1854. године Пипери, Кучи и Бјелопавлићи себе прогласили независност. Ипак, књаз Данило је успео да угуши њихову побуну.
Упоредо са борбама у Србији за време Првог српског устанка, брдска племена су започела нападе на Османлије на територији данашње Црне Горе. Због активног учешћа, многе племенске војводе су добиле од вожда Карађорђа Петровића барјаке. Међу њима су биле и Пипери Тодор Перишин Аћимић и Токо Павићев Божовић са Стијене.
У књажевини Црној Гори, Пипери су имали своје сенаторе попут чувеног Јола Пилетића. Активно су учествовали у војсци те земље и заузимали добре положаје.
У то време, велики српски правник из Цавтата Валтазар Богишић је обилазио брдска племена са циљем да прикупи информације о правним обичајима које би му служиле за доношење његовог Општега имовинског законика за Црну Гору из 1888. године. Његов информатор у Пиперима је био сенатор Јоле Пилетић.
У периоду до 19. века, али и надаље, због веома лоших економских услова и сталних сукоба са Османлијама, доста Пипера се расељава у Србију и Босну. Неке од тих исељених породица су дале познате личности и војне заповеднике, међу којима је и Узун Мирко Апостоловић коме су се преци управо из Пипера доселили у Руднички крај, а касније у околину Београда. Такође, по предању Рајића из Гледића и из Гуче, рођацима Рајића из Страгара, позната породица Рајић која се у Шумадију доселила из Нове Вароши, је претходно дошла из Пипера веома рано, још током 17. века. Од њих, конкретно Рајића из Страгара, потичу Танаско Рајић, Карађорђев барјактар из Првог српског устанка и командант у Другом српском устанку, као и познати српски песник Велимир Рајић из 19. века. Средином 18. века се из Пипера у Шумадију досељавају преци данашњих Вујића из Липовца, потомци Дмитра Петровића Пипера, одакле је и чувени гуслар Живан Вујић (20. век).

### Међуратни период и Други светски рат
У периоду до Првог светског рата, дали су већи број истакнутих личности попут Мијајла Вучинића који је био дивизијар, гувернер, војвода и судија, Машана Божовића који је био председник општине Цетиње, и Јола Пилетића, сердара и народног хероја, који је због сукоба са црногорским краљем Николом I Петровић напустио Црну Гору и отишао у Ниш.
Пред крај Првог светског рата, након Подгоричке скупштине, у Црној Гори избија Божићна побуна. То је био сукоб између Бјелаша, присталица уједињења Црне Горе са Србијом под влашћу династије Карађорђевића и Зеленаша који су били противници таквог уједињења. Како су Пипери били веома окренути војсци и династији Петровић, велики број Пипера се нашао на страни Зеленаша. Након престанка побуне, већи део њих ће постати присталице Комунистичке партије. За ширење подршке Комунистичкој партији у периоду 1927. године и даље у, Пиперима био је одговоран будући народни херој, Иван Милутиновић.
Што се тиче периода Краљевине Југославије, сем политичара и војних лица, Пипери су имали и своје чланове у спорту. Међу њима је и фудбалер Милан Бецић, који је играо за клубове по Југославији и репрезентацију Југославије, а затим играо за клубове по Француској и Швајцарској.
За време Другог светског рата, велики број Пипера је учествовао у борбама против Сила Осовина, где треба посебно истаћи Тринаестојулски устанак у коме је доста команданата било управо из Пипера. Већи број Пипера је подржавао Партизане. Мањи број је припадао Југословенској војсци у отаџбини, углавном уз четнике Баје Станишића. Дешавало се да се исте породице поделе у ове две групације. Пипери су дали велики број истакнутих припадника Народноослободилачке борбе и народних хероја попут Ивана Милутиновића, Арса и Блаже Јовановића, Саве Брковића, Владимира Владе Ћетковића и многих других. Неки од њих, попут Божа Љумовића, су касније прихватили Резолуцију Информбироа, након чега су завршили на Голом отоку, док је Арсо Јовановић, први начелник Генералштаба Југословенске армије након њеног прихватања покушао да побегне у Румунију те је убијен на граници. Међу комунистима треба истаћи и Др Вукашина Марковића, учесник Октобарске револуције и близак сарадник и пријатељ Владимира Лењина. Рођен је у Стијенама Пиперским 1874. године. На челу припадника Југословенске војске у отаџбини у Пиперима је био Јовица Бољевић, а међу њима треба истаћи Саво Божовића, Милована Бешића, Павла Бешића који је био бивши председник општине и Ђорђија Бецића, пешадијског капетана Пипера, који је са Бајом Станишићем и генералом Блажом Ђукановићем погинуо на Острогу у нападу Партизана 1943. године.

## Пиперска братства и родови
Пипере чине многобројна братства са разгранатим родовима. Као што је већ речено, Пипери се могу поделити на старији слој мешовито словенско-влашког порекла и новији бројнији слој придошао из Братоножића, са којима су Пипери веома блиски. И поред мањег броја старовлашких топонима, у свим пописима масовно преовладавају словенска имена. Као што је споменуто, постоји могућност да су лично име Пипер(и) донели Јужни Словени који су дошли у те крајеве, јер је код њих то име било распрострањено, а код староседелаца тада није забележено. Племе као формација се јавља тек после доласка Срба у те крајеве. Елементи племена се јављају формирањем катуна у време када су Османлије заузеле те просторе, а потпуне одлике родовске организације и после племена се јављају у 16. веку.
Постоје различита народна предања о настанку Пипера. По једној верзији, оснивач племена је особа по имену војвода Пипо, брат Васојев, оснивача Васојевића. Код појединих племена, предање говори да је тај заједнички њихов предак дошао из Херцеговине. Постоје многобројне верзије овог предања, у коме се често укључују и друга племена попут Озринића који су од Озра, брата Пиповог, а дешава се да су у та предања укључена и поједина албанска племена попут Хота и Краснића. И она такође имају предања о заједничком пореклу, али укључују потпуно друга племена и имена, а упућују и на потпуно друго порекло тог претка. Ипак, ова народна предања су веома непоуздана, а могуће је да се ради о измешаним предањима старијег становништва тих крајева. Између осталог, поједина генетска истраживања су утврдила да већина ових предања суштински нису могућа, самим тиме и нетачна, те да се радило о накнадном орођавању породица из тих крајева, током периода саплемењавања.
Споменути старији слој чине стари Срби Лужани и друге групе, као и групе старовлашког порекла које су асимиловане и у 15. веку потпуно стопљене са Србима. Међу њима су стари Пипери, Рогамљани, споменути Лужани, Мрке, Новичани, Мугоше и други. Током 15. века су на том подручју они јасно формирани у катуне, али у виду дружина, из којих ће се касније формирати племена. Представници тих и других катуна Горње Зете, катуна су чинили „Зетски збор“ и по млетачком документу, Sen. Misti LX, 160, од 12.07.1439, представљали су proceres et capita Montanearum Gente. Ови катуни су често улазили у властелу за време управе Црнојевића, попут споменутог Михајла Пипера и других. Старији слој Пипера је утопило новопридошло становништво у Пиперима, које је преузело само име Пипера. Неки, попут неких породица из Лужана и Мугоша, су раселили у друге крајеве попут крајева Паштровића.
Новији слој чини досељеничко становништво су били носиоци српског идентитета, што се види по личним именима, језику и вери из пописа, а и чињеници да су дошли у периоду када је већ почела да се добија родовска организација и формира племенска. Због чињенице да готово цео нов слој чини становништво које је дошло из Лутова у Братоножићима, често се називају и Лутовцима. Такође, вероватно је да се ради о досељеницима даље словенског или мешовито словенског и несловенског порекла. Свим досељеним братствима, изузев два, Баћи и Вушутовићи, може се тачно или бар доста приближно одредити време досељења према народном предању. Што се тиче Баћа, славили су Илиндан, па су после преузели Аранђеловдан. Живе у истоименом селу, и често су се спорили са Ђурковићима око земљишта. За Вушутовиће, зна се само да су досељеници, да славе Аранђеловдан и имају само једну кућу у Рогамима.

### Лутовци
Велика братства Лазаревића, Вукотића, Петровића и Ђурковића из новијег слоја, су по народном предању заједничког порекла и чине највећи број Пипера. Велика већина свих родова у тим братствима, као и велики број староседелаца, слави Аранђеловдан. Споменута четири братства су од заједничког претка Мијајла и у сродству су са Лутовцима у Братоножићима одакле су Лутовци дошли. Даље, по народном предању, један њихов предак капетан Гојко, прадеда Мијајлов, на крају 15. века, доселио се из Пирота после пада Српске деспотовине у те крајеве, по њима из Пирота у Старој Србији. Постоји и теза да се ради о области Пилот код Скадра. Даље по предању, Гојко је имао сина Николу, Никола сина Пипа, а Пипо сина Мијајла. Ипак, родослов од Пипа ка Гојку остаје непотврђен и дискутабилан. Такође, дешавало се да се одређена братства повежу погрешним пасовима са овима четири већих, те су те везе у родословима такође дискутабилне.
Што се тиче Мијајла, родослов од њега је врло добро описан, сем бочних грана којима се покушава довести у везу нека друга братства. По родослову, зна се да је Мијајло засигурно имао два сина, Гојислава који је живео у Свиби и Ђурка. Од Ђурка су настали Ђурковићи, а од Гојислава Лазаревићи, Петровићи и Вукотићи. За Лазаревиће треба истаћи да потичу од Гојковог сина Лазара који је остао на Свиби. Касније су и из тих братстава настала још мања, па се од Вукотића јављају Божовићи и Равнолажани, Лазаревићи почињу чешће називати и Марковићима и Поповићима, док су на Свиби постали Вуковићи, који са Ђуровићима у том селу се заједно називају Свибњани. Ђурковићи у Завали и Потпећу се расељавају у друга места, па су од њих Лутовци у Братоножићима, Расловићи у Пиперској ријеци, Лумовићи у Црнцима и други. Што се тиче Вукотића, потичу од Вукоте Гојислава који се са Свибе доселио у Стијену. Вукотин син је био Божидар, који је био војвода. Он је имао доста потомства, па се родови позивају само на своје директне линије, те може доћи до нејасноћа око појединих родбинских односа. Ипак, готово сви пасови се слажу са временским периодом, јер се засигурно зна да је Радослав Божидаров са почетка 17. века, кога је споменуо Маријан Болица, био Божидаров син, те се може приближно одредити време у које је живео Божидар. Осим споменутих великих братстава, међу Пиперима имају и бројна друга братства и породице која ће бити споменута доле, попут Вучинића и Вукановића у Рогамима, Шундића, Ђуровића у Свиби који тамо мање братство и нису од гореспоменутог Лазара, и друга мања братства.

### Уопштено о родовима
Уопштено, родослове пиперских братстава можемо пратити из усмених извора у дубоку прошлост скоро са поузадном тачношћу до 15 пасова (генерација) што је утврдило више реномираних етнографа и историчара нпр.: Јован Ердељановић, Ристо Ковијанић и Бранислав Ђурђев. А братства која су забиљежена, у усменој и писаној историји, набрајана без обзира на хијерархијску припадност (да ли су подгрупа других братстава), су: Алагићи, Бановићи, Банашевићи, Бешовићи, Бецићи, Бешевићи, Божановићи, Бојовићи, Брацановићи, Брковићи, Ближњани, Ђуровићи, Жујовићи, Црнчани, Стијењани, Оташевићи, Стаматовић, Стојановићи, Пренеташевићи, Марковићи, Маринковићи (од њих су Ћорломановићи из Посавине, северна Мачва и доњи Срем), Маудићи, Михаиловићи (из Сеоца-Стијена Пиперска) братстава, Вуковићи, Вукотићи, Николићи, Вучелићи, Ћоровићи, Давидовићи,Лијешевићи,Лутовци, Лазаревићи, Јововићи, Кркељићи, Раичевићи, Пајовићи, Матићи,Милутиновићи, Миличковићи, Милићевићи,Новићевићи, Драгутиновићи, Јовановићи, Зарићи, Живаљевићи, Живковићи, Илићи, Вучковићи, Ојданићи, Пулевићи, Перковићи, Павићевићи, Племићи, Перошевићи, Радојевићи, Јанићи, Дакићи, Јеленићи, Савићи, Пилетићи, Новаковићи, Драгићевићи, Матовићи, Поповићи, Вукашиновићи, Љумовићи, Вучинићи, Глигоровићи, Перићи, Дакићи, Петровићи, Ћосићи, Божовићи, Пантићи, Стевановићи, Ристовићи, Ћетковићи, Радоњићи, Дмитровићи, Ненадићи, Савовићи, Радевићи, Драгишићи, Рогамовићи, Свибњани, Шћепановићи, Шћекићи. Пиперским братствима припада и стара српска породица Тешановић, која се помиње у Дечанским Хрисовуљама 1335-1345. године. Породица Тешановић је поријеклом са подручја Враке код Скадра, која је прешла у Брда у племе (братство) Пипери.

## Култура у Пиперима
Из великог броја битака се види зашто Пипери важе за једно од најратоборнијих брдских племена. Код њих је веома заступљена војничка традиција. Њихова прошлост је била веома крвава и бурна.

### Живот и народни обичаји
Због многобројних сукоба и борби, нису се у прошлости могли посветити културном развоју, а писменост је раније била веома мала, мада је касније почела да се шири из Манастира Ћелија Пиперска.
И код Пипера, као и околних племена, постоји стари обичај да селари, односно они што су остали у селу, на Илиндан на коњима однесу ствари које су потребне пастирима. Што се тиче својине, она је углавном заједничка и назива се комун или комуница. Осим тог обичаја, постоји и обичај престалица то јест, ако неко у планинама изгуби стоку, а други то нађе, онда тај који је нашао њу донесе на "сједнице" (састанке), па они који су изгубили стоку, када је препознају, узму је одатле.
Често је код Пипера долазило до надметања између најјачих братстава, па се дешавало да племе понекад има и по две војводе.
Пипери нису познати само као једно од најхрабријих српских племена, већ и као племе које се масовно расељавало и то у главном преко Васојевића дубље у територију данашње Србије и то у Поморављу и на северу Србије. Има их по Херцеговини, Босни на Мајевици у општини Лопаре, док се у Србији срећу и у Срему, Бачкој у Змајеву, а неки се могу наћи и у данашњој Македонији.
Осим по војевању, Пипери су били познати по квалитетним виноградарским сортама које су узгајали.

### Вера
Као последица учесталих сукоба, веома мало цркава је било изграђено у Пиперском крају. Сви црквени објекти у том подручју су православни. Највећи манастир у том крају јесте српски православни манастир Ћелија Пиперска највероватније из 12. века. Овоме иде у прилог да је данашњи манастир окружен са две значајне ископине: Градином, из 9. века, за коју се претпоставља да је била седиште Епископије, а друга је Дјевич град, за који се мисли да је био женски манастир. Ту се налази и ископина цркве, претпоставља се из 6. века, која је била посвећена Арханђелу Михајлу. Сматра се да је манастир Ћелија Пиперска подигао Стефан Немања. У 17. веку га је обновио Преподобни Стефан Пиперски који је тамо боравио до своје смрти. Од осталих цркава треба споменути ону на Близни и Бјелоглаву у Радећи, где је било опште пиперско збориште. Такође, међу манастирима у близини Пипера је и раније споменути женски манастир Дуга Морачка. Подигнут је у 13. веку и ктитор му је био Вукан Немањић. Посвећен је Успењу Пресвете Богородице. Манастир је првобитно саграђен на Госпођин пољу на ушћу Мале ријеке у Морачу, на око 10 километара удаљености од садашње локације. Због непрестане опасности од Османлија и претњи по манастир, 1752. године, Пипери, Кучи, Братоножићи и Васојевићи га измештају на скровитије места у село Дуга, испод Калуђеровог брда. Оно је пуно пећина, у којем су се у 14. и 15. веку подвизавали монаси исихасти, што говори о дугој активности и традицији православља у овим крајевима. Према предању, у време премештања била је колона људи у дужини од 6 км, који су са руке на руку пренели су камен по камен манастира за једну ноћ. Три године касније, 1755. год. већ има доказа да је манастир активан, јер тада владика Сава и Василије Петровић поклањају 20-ак богослужбених књига манастиру на Дуги. Ту су постојале и четири капије, којих данас више нема, где је свако племе улазило на своју капију, које су биле распоређене симетрично у облику крста у односу на храм. Овде се подигао и велики духовник 19. века – архимандрит Мојсије Зечевић, чије је седиште било у Ђурђевим Ступовима. Он је од 3. до 15. године свог живота био је у манастиру Дуги, где је и замонашен. Био је десна рука Св. Петру Цетињском, и много учинио на утврђивању православља и учествовао је у спречавању мењања вере у Ислам свог племена Васојевића. У близини у суседним Братоножићима са којима су Пипери везани, је и манастир Светог Николе у Пелевом Бријегу који је био активан још у време српске династије Немањића.
Иако су услови били веома тешки, Пипери су се одликовали великом приврженошћу вери, а о људима који су прихватили Ислам као веру, у Пиперима готово да нема и готово да се нигде не спомињу, ни у историјским списима ни у предању, сем једног малог броја који је у Спуж дошао из Пипера, као и малом броју породица из других крајева. О значају цркве за Пипере сведочи и то да док су били под управом Скендериског митрополита, њихове везе са Црногорцима су биле слабе и често су долазили у сукобе. Чим су потпали под Црногорску митрополију око 1675. године за време владике Руфима II, везе су постале тешње што је кулминирало и политичким уједињењем једних са другима.
Поводом питања религије Пипера, историчар Владимир Ћоровић је на основу дела Историја Црне Горе Симе Милутиновића навео у Историји српског народа да су до 1610. године, иако српско племе, Пипери били католици. Треба напоменути да је ово период интензивнијег рада римокатоличких свештеника у просторима под Османлијама. Милутиновић је то изнео на основу народног предања из Куча о преласку дела Куча католика српске националности, конкретно Дрекаловића, и других, у православље за време владике Руфима и да је то завршено почетком 17. века. Конкретно, Сима Милутиновић наводи да је Руфим превео назад у православље Куче, Братоножиће и Дрекаловиће, које су околни католички Албанци, како Сима Милутиновић каже, намамили на католицизам односно, по чијим утицајем су се покатоличили. Вративши се назад у православље, и поред братимљења са околним албанским племенима, престали да дају своје жене да се удају за Албанце, већ су се само понекад женили Албанкама. Такође, према Ћоровићу, активност Руфима на спречавању ширења католицизма потврђују одређени извештаји католичког свештенства у том периоду. Ипак, у истом делу, Ћоровић наводи да су за време пада под Османлије ови простори били готово у потпуности православни, како српска племена попут Пипера, тако и Албанци. Да је то очигледно, наводе и многобројни други историчари, попут Ивана Божића, а на основу историјских извора из периода пре 15. века.
Ипак, да су Пипери и пре 1610. били православци, односно да нису били изворно католици, потврђује и оно Сима Милутиновић у споменутом делу заправо изнео, јер је споменуо предање које укључује суседне Братоножиће, а не и Пипере, као и то да су преведени прво на католицизам, а онда враћени назад у православље интервенцијом Руфима. Пипере као православце бележе и историјски извори из тог периода. Међу њима је и претходно споменути договором из 1455. године са Црнојевићем и Млечанима. Одатле се јасно види да су Пипери православци и изричито тражили да им се не доводи католичко свештенство. Исто се види и из турских пописа из краја 15. и почетка 16. века. Додатно, у њима се види да становништво махом има словенска и хришћанска имена, где међу њима изостају она која се могу везати за католике. Такође, једини извор из тог периода који их бележи са другим брдским племенима и наводи да међу свима њима заједно има и католика је дело барског надбискупа и примаса српског Марина Биција (Marino Bizzi), написано управо 1610. године након његовог обиласка простора Црне Горе, Албаније и Србије. Дело је написано са циљем прикупљања података, али и су описани и покушаји покатоличавања православних. Бици наводи у свом извештају из 1610. године Клименте које су чинили 10 села, односно племена, а поред албанских племена за која наводи да су католичка, наводи и брдска, односно Пипере, Бјелопавлиће, Братоножиће, те и Куче (који су касније описани код Болице као католици). Ипак, познато је да тих 10 села, или племена, нису чинила Клименте, већ да су то била засебно одвојена племена. За претходно споменута брдска племена, навео је да говоре далматинским језиком (како је називао језик Словена) за разлику од Албанаца који су говорили албанским, а за Куче (у неким каснијим верзијама погрешно записани као Цуце) да су мешовито православни и католици, док је религијску припадност за претходна далматинска племена изоставио. Недуго касније, Маријан Болица (Mariano Bolizza) је забележио у раније споменутом његовом извештају податке о српским и албанским племенима на простору Зете. За разлику од Биција који је Пипере колективно описао са осталим српским племенима, он даје конкретније податке о Пиперима појединачно. Наводи да у Пиперима 1614. године има 270 кућа и око 700 наоружаних људи под командом раније споменутог Радослава Божидарова, а записани су сви као припадници српске православне вере. Исто важи и у свим каснијим извештајима и дефтерима, где се изричито спомињу као српске православне вероисповести. Историјски извори бележе Пипере као православце од самог помена имена Пипера из 15. века. Чињеници да су Пипери од настанка племена били православни иде у прилог и то да су једини црквени објекти у Пиперима и околини православни.

## Познати Пипери
Испод је списак познатих људи који су рођени у Пиперима или чије породице воде порекло из Пипера:
- Јоле Пилетић
- Велимир Пилетић
- Машан Божовић
- Григорије Божовић
- Узун Мирко Апостоловић[34][35]
- Танаско Рајић[36]
- Вукајло Божовић
- Мијајло Вучинић
- Милутин Вучинић
- Лука Вучинић
- Вукашин Марковић
- Савић Марковић Штедимлија
- Иван Милутиновић
- Божо Новаковић
- Арсо Јовановић
- Миљуша Јовановић
- Блажо Јовановић
- Божо Лазаревић
- Владо Ћетковић
- Радован Вукановић
- Стево Бољевић
- Јеврем Брковић
- Балша Брковић
- Саво Брковић[55]
- Радомир Божовић Рацо
- Томислав Николић
- Божо Љумовић
- Радосав Љумовић
- Боро Вучинић
- Брацан Брацановић
- Слободан Симовић
- Немања Вуковић
- Милун Божовић